# Фрайдей, Робин
Робин Фрайдей (англ. Robin Friday; 27 июня 1952, Лондон — 22 декабря 1990, там же) — английский футболист. Несмотря на то, что он лишь четыре сезона выступал как профессиональный игрок, болельщики «Рединга» и «Кардифф Сити», за которые Фрайдей выступал, признали его величайшим игроком в истории своих клубов.

## Биография
Робин Фрайдей родился и вырос в Актоне, промышленном районе Лондона, в неблагополучной семье. В начале своей футбольной карьеры Робин Фрайдей выступал за полупрофессиональные команды «Уолтемстоу Авеню» и «Хейз», выступавшие в Истминской лиге. На один из матчей «Хейза» он опоздал, засидевшись в пабе, и вышел на поле, будучи мертвецки пьяным и еле стоящим на ногах, что не помешало ему забить единственный гол в матче.
В 1973 году, после того, как Фрайдей прекрасно сыграл в кубковом матче с «Редингом», Чарли Херли, главный тренер «Рединга», пригласил молодого нападающего в свою команду. Так Фрайдей подписал свой первый профессиональный контракт. За «Рединг» он провёл три сезона, в которых сыграл 135 матчей и забил 55 голов. Всё это время Фрайдей был кумиром болельщиков, которые спустя 30 лет после его ухода из профессионального футбола признали Робина лучшим игроком в истории своего клуба.
31 марта 1976 года в матче с «Транмир Роверс» Фрайдей забил удивительный по красоте гол, приняв отскочивший к нему мяч, стоя на левом фланге спиной к воротам, подработал его грудью и с лёта нанёс сильнейший удар с разворота, попав точно в девятку ворот. После этого гола нападающему рукоплескали болельщики обеих команд, соперники, полицейские. Судивший этот матч валлиец Клайв Томас после игры сказал Фрайдею, что забитый им гол был одним из лучших, которые он когда-либо видел, а Томасу приходилось судить матчи с участием Пеле, Кройфа и Беста. На это Фрайдей ответил, что Томасу стоит почаще ходить на матчи с его участием, поскольку он постоянно забивает подобные голы. Так как «Рединг» выступал лишь в четвёртом английском дивизионе, телевизионные трансляции матчей которого в то время не проводились, этот гол, как и многие другие, забитые Фрайдеем, сохранился лишь в памяти очевидцев.
Будучи талантливым футболистом, вне поля Фрайдей вёл разнузданную жизнь: много пил, часто приходя на игры пьяным, принимал наркотики, под воздействием которых неоднократно бегал по улицам голым, не пропускал ни одной юбки, воровал в супермаркетах и похищал статуи с кладбищ, в юности больше года отсидел в тюрьме. В 17 лет он женился на чернокожей девушке и стал отцом. Когда помощник тренера «Рединга», Морис Эванс, сказал Фрайдею, что если тот остепенится, то через три-четыре года будет играть в сборной Англии, Фрайдей ответил, что он младше тренера в два раза, а уже прожил вдвое больше.
В 1976 году клуб «Кардифф Сити» из второго английского дивизиона приобрёл Фрайдея у «Рединга» за 30 тысяч фунтов стерлингов. В день своего прибытия в столицу Уэльса Фрайдей был арестован на вокзале Кардиффа за то, что попытался проехать на поезде без билета, а затем выдавал себя за охранника вокзала. В первом же матче за «Кардифф Сити» Фрайдей забил два гола в ворота «Фулхэма», в защите которого играл знаменитый Бобби Мур. Свой последний матч за Кардифф Фрайдей завершил весьма оригинально — судья удалил его за удар ногой в лицо молодого защитника команды «Брайтон энд Хоув Альбион», Марка Лоуренсона, после чего Фрайдей отправился в раздевалку «Брайтона» и справил большую нужду в сумку с формой Лоуренсона. После этого матча Фрайдей заявил, что устал от профессионального футбола, где ему все указывают, что делать. Всего за валлийский клуб он отыграл один сезон, в течение которого провёл 25 матчей и забил 7 голов. При этом болельщики «Кардифф Сити» в 2004 году признали Фрайдея культовым героем своего клуба, в опросе он опередил Роберта Эрншоу и Джона Тошака.
22 декабря 1990 года Фрайдей был найден мёртвым в своей квартире в Лондоне. Предположительно смерть наступила в результате сердечного приступа. Ему было всего 38 лет.
В 1997 году гитарист популярной британской рок-группы Oasis Пол Макгиган вместе с журналистом Паоло Хьюиттом написал о Фрайдее книгу, которую назвали «Величайший футболист, которого вы никогда не видели».